# Marudo
Marudo (Marüd in dialetto lodigiano) è un comune italiano di 1 765 abitanti della provincia di Lodi in Lombardia.

## Storia
Appartenne, dopo il X secolo, dapprima all'antica abbazia di Santa Cristina da Ollona, il vicino monastero di fondazione Longobarda, poi al monastero di San Pietro di Lodi e ad altri enti ecclesiastici della città.
Nel XVIII secolo passò agli Archinto e poi ai marchesi Cusani (1787).
In età napoleonica (1809-16) Marudo fu frazione di Caselle, recuperando l'autonomia con la costituzione del Regno Lombardo-Veneto.
Nel 1869 al comune di Marudo vennero aggregati i comuni di Castiraga da Reggio e Vidardo; nel 1902 entrambe le frazioni furono di nuovo scorporate, andando a formare un nuovo comune unico, detto Castiraga Vidardo.
Il nome deriva da "maturo".

### Simboli
Lo stemma comunale e il gonfalone sono stati concessi con decreto del presidente della Repubblica del 9 febbraio 1990.
Il gonfalone è un drappo di bianco.

## Monumenti e luoghi d'interesse
La parrocchiale, dedicata ai Santi Gervaso e Protaso, venne eretta nel 1790 sulle macerie di un piccolo oratorio, di cui rimangono tracce in alcuni frammenti di affreschi conservati nella chiesa stessa.

## Società

### Evoluzione demografica
Abitanti censiti

### Etnie e minoranze straniere
Al 31 dicembre 2008 gli stranieri residenti nel comune di Marudo in totale sono 160, pari all'11,44% della popolazione. L'unica comunità di una certa consistenza è quella romena, con 70 appartenenti.

## Economia
Il terreno, fertile e argilloso, ha sempre favorito l'agricoltura, soprattutto la coltivazione del riso, che ancor oggi rappresenta una sensibile fetta dell'economia di Marudo: sono presenti un buon numero di aziende agricole, per lo più a conduzione diretta. A Marudo, nel 1860, iniziò la propria attività un mulino con riseria che costituì il primo nucleo di quella che oggi è diventata la multinazionale del settore Riso Scotti, successivamente trasferita a Pavia e provincia. Anche l'allevamento di bovini occupa un ruolo rilevante nell'economia marudese.
Non mancano alcune imprese artigiane.
La maggioranza della popolazione trova lavoro presso Milano, con oltre il 50% degli abitanti impegnati in un pendolarismo da e per il capoluogo lombardo.

## Amministrazione
Segue un elenco delle amministrazioni locali.
| Periodo | Periodo | Primo cittadino   | Partito      | Carica  | Note |
| ------- | ------- | ----------------- | ------------ | ------- | ---- |
| 1945    | 1951    | Luigi Marazzi     |              | Sindaco |      |
| 1951    | 1960    | Felice Ruini      |              | Sindaco |      |
| 1960    | 1964    | Lino Fratti       |              | Sindaco |      |
| 1964    | 1975    | Luigi Scolari     |              | Sindaco |      |
| 1975    | 1995    | Felice Ruini      |              | Sindaco |      |
| 1995    | 2004    | Bassano Canette   | lista civica | Sindaco |      |
| 2004    | 2009    | Marilena Pancotti | lista civica | Sindaco |      |
| 2009    | ...     | Claudio Bariselli | lista civica | Sindaco |      |

## Sport

### Pallavolo
La principale società sportiva del paese è la Tomolpack Marudo che da oltre 30 anni è attiva nel panorama pallavolistico prima lodigiano, poi lombardo e ora nazionale. Nel 2016 infatti la Tomolpack Marudo si è aggiudicata il primo posto assoluto nel girone di serie C, conquistando la promozione nella B2 nazionale oltre che l'ambito titolo di Campione Regionale.